# Саммервілл (Південна Кароліна)
Саммервілл (англ. Summerville) — місто (англ. town) в США, в округах Дорчестер, Берклі і Чарлстон штату Південна Кароліна. Населення — 50 915 осіб (2020).

## Географія
Саммервілл розташований за координатами 33°0′21″ пн. ш. 80°10′46″ зх. д. / 33.00583° пн. ш. 80.17944° зх. д. (33.005836, -80.179306).  За даними Бюро перепису населення США в 2010 році місто мало площу 47,03 км², з яких 46,74 км² — суходіл та 0,29 км² — водойми. В 2017 році площа становила 50,37 км², з яких 50,04 км² — суходіл та 0,34 км² — водойми.

### Клімат
| Клімат : Саммервілл                                      | Клімат : Саммервілл | Клімат : Саммервілл | Клімат : Саммервілл | Клімат : Саммервілл | Клімат : Саммервілл | Клімат : Саммервілл | Клімат : Саммервілл | Клімат : Саммервілл | Клімат : Саммервілл | Клімат : Саммервілл | Клімат : Саммервілл | Клімат : Саммервілл | Клімат : Саммервілл |
| Показник                                                 | Січ.                | Лют.                | Бер.                | Квіт.               | Трав.               | Черв.               | Лип.                | Серп.               | Вер.                | Жовт.               | Лист.               | Груд.               | Рік                 |
| Абсолютний максимум, °C                                  | 28,9                | 30,6                | 36,7                | 35,6                | 38,3                | 40,0                | 40,0                | 41,1                | 41,7                | 37,2                | 32,2                | 30,6                | 41,7                |
| Середній максимум, °C                                    | 15,0                | 17,1                | 20,9                | 24,7                | 28,4                | 31,3                | 32,8                | 32,0                | 29,4                | 25,1                | 21,0                | 16,4                | 24,5                |
| Середній мінімум, °C                                     | 3,4                 | 5,1                 | 8,4                 | 12,1                | 16,9                | 21,2                | 23,1                | 22,7                | 19,9                | 14,1                | 8,9                 | 4,8                 | 13,4                |
| Абсолютний мінімум, °C                                   | −15                 | −20,6               | −7,2                | −2,8                | 0,6                 | 7,2                 | 10,6                | 11,7                | 4,4                 | −3,3                | −11,1               | −12,8               | −20,6               |
| Середня кількість сонячних годин на місяць               | 179,8               | 189,3               | 244,9               | 276,0               | 294,5               | 279,0               | 288,3               | 257,3               | 219,0               | 223,2               | 189,0               | 170,5               | 2810                |
| Норма опадів, мм                                         | 94                  | 75                  | 94                  | 74                  | 77                  | 143                 | 166                 | 182                 | 155                 | 95                  | 62                  | 79                  | 1295                |
| Днів з опадами                                           | 9,5                 | 8,6                 | 7,9                 | 7,7                 | 7,8                 | 11,9                | 13,0                | 13,2                | 10,0                | 7,3                 | 7,0                 | 8,7                 | 112,6               |
| Днів зі снігом                                           | 0,1                 | 0,1                 | 0                   | 0                   | 0                   | 0                   | 0                   | 0                   | 0                   | 0                   | 0                   | 0,2                 | 0,4                 |
| -------------------------------------------------------- | ------------------- | ------------------- | ------------------- | ------------------- | ------------------- | ------------------- | ------------------- | ------------------- | ------------------- | ------------------- | ------------------- | ------------------- | ------------------- |
| Джерело: NOAA, HKO (sun only, 1961–1990) and Weatherbase |                     |                     |                     |                     |                     |                     |                     |                     |                     |                     |                     |                     |                     |

## Демографія
Згідно з переписом 2010 року, у місті мешкали 43 392 особи в 16 866 домогосподарствах у складі 11 633 родин. Густота населення становила 923 особи/км².  Було 18557 помешкань (395/км²).
Расовий склад населення:
| - 72,1 % — білих - 21,4 % — чорних або афроамериканців - 1,5 % — азіатів - 0,4 % — корінних американців - 0,1 % — вихідців з тихоокеанських островів - 1,6 % — осіб інших рас |

До двох чи більше рас належало 2,9 %. Частка іспаномовних становила 5,0 % від усіх жителів.
За віковим діапазоном населення розподілялося таким чином: 27,0 % — особи молодші 18 років, 62,5 % — особи у віці 18—64 років, 10,5 % — особи у віці 65 років та старші. Медіана віку мешканця становила 34,7 року. На 100 осіб жіночої статі у місті припадало 89,2 чоловіків;  на 100 жінок у віці від 18 років та старших — 84,5 чоловіків також старших 18 років.
Середній дохід на одне домашнє господарство  становив 70 455 доларів США (медіана — 55 476), а середній дохід на одну сім'ю — 78 757 доларів (медіана — 65 430). Медіана доходів становила 51 921 долар для чоловіків та 40 021 долар для жінок. За межею бідності перебувало 13,0 % осіб, у тому числі 17,1 % дітей у віці до 18 років та 10,3 % осіб у віці 65 років та старших.
Цивільне працевлаштоване населення становило 20 879 осіб. Основні галузі зайнятості: освіта, охорона здоров'я та соціальна допомога — 22,3 %, виробництво — 13,6 %, роздрібна торгівля — 12,6 %.